# Lecomte et Colin

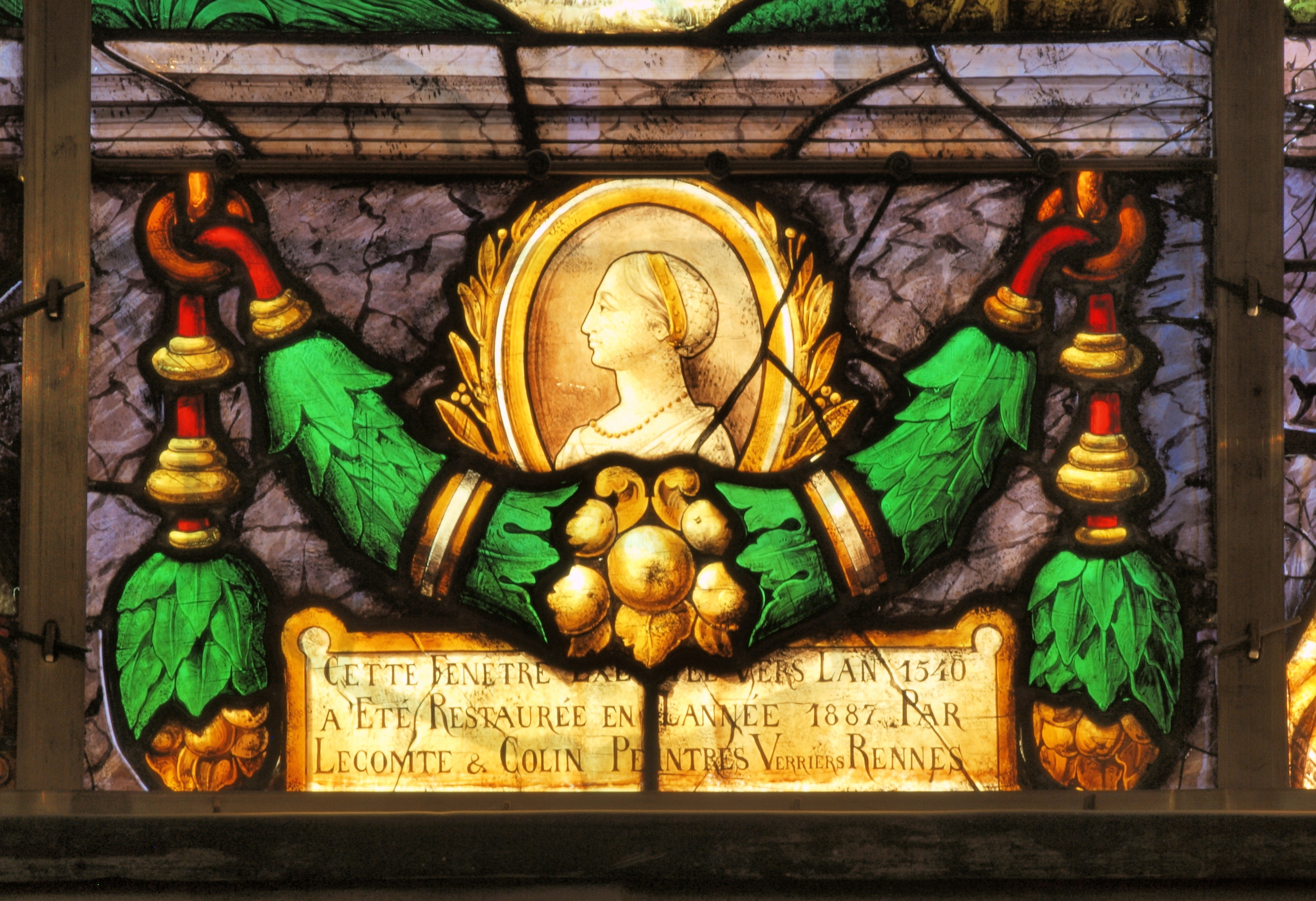
Ausschnitt aus einem Bleiglasfenster der Kirche in Louvigné-de-Bais mit Inschrift, die besagt, dass das Fenster 1887 von Lecomte et Colin restauriert wurde.

Lecomte et Colin war eine Werkstatt für Glasmalerei in Rennes. Sie fertigte viele Kirchenfenster, fast ausschließlich für Kirchen im Département Ille-et-Vilaine in der Region Bretagne.
Die Bleiglasfenster von Charles Lecomte und Colin, die heute noch bekannt sind, stammen alle aus den 1880er und 1890er Jahren. Im Jahr 1901 übernahm Emmanuel Rault die Werkstatt.

## Bleiglasfenster (Auswahl)
- 1882–1884: Zehn Fenster in der Kirche St-Pierre in Dourdain (siehe: Ludwig der Heilige (Dourdain))
- 1880er Jahre: Zehn Fenster in der Kirche St-Martin in Fleurigné (siehe: Der heilige Martin teilt seinen Mantel mit einem Bettler (Fleurigné))
- 1880er Jahre: Neun Fenster in der Kirche St-Pierre-St-Paul in Grand-Fougeray (siehe: Kreuzigungsfenster (Grand-Fougeray))
- Fenster in der Kirche Notre-Dame-de-l’Assomption in La Guerche-de-Bretagne
- Sieben Fenster in der Kirche St-Pierre in Visseiche
- Fenster in der Kirche St-Crépin-St-Crépinien in Rannée

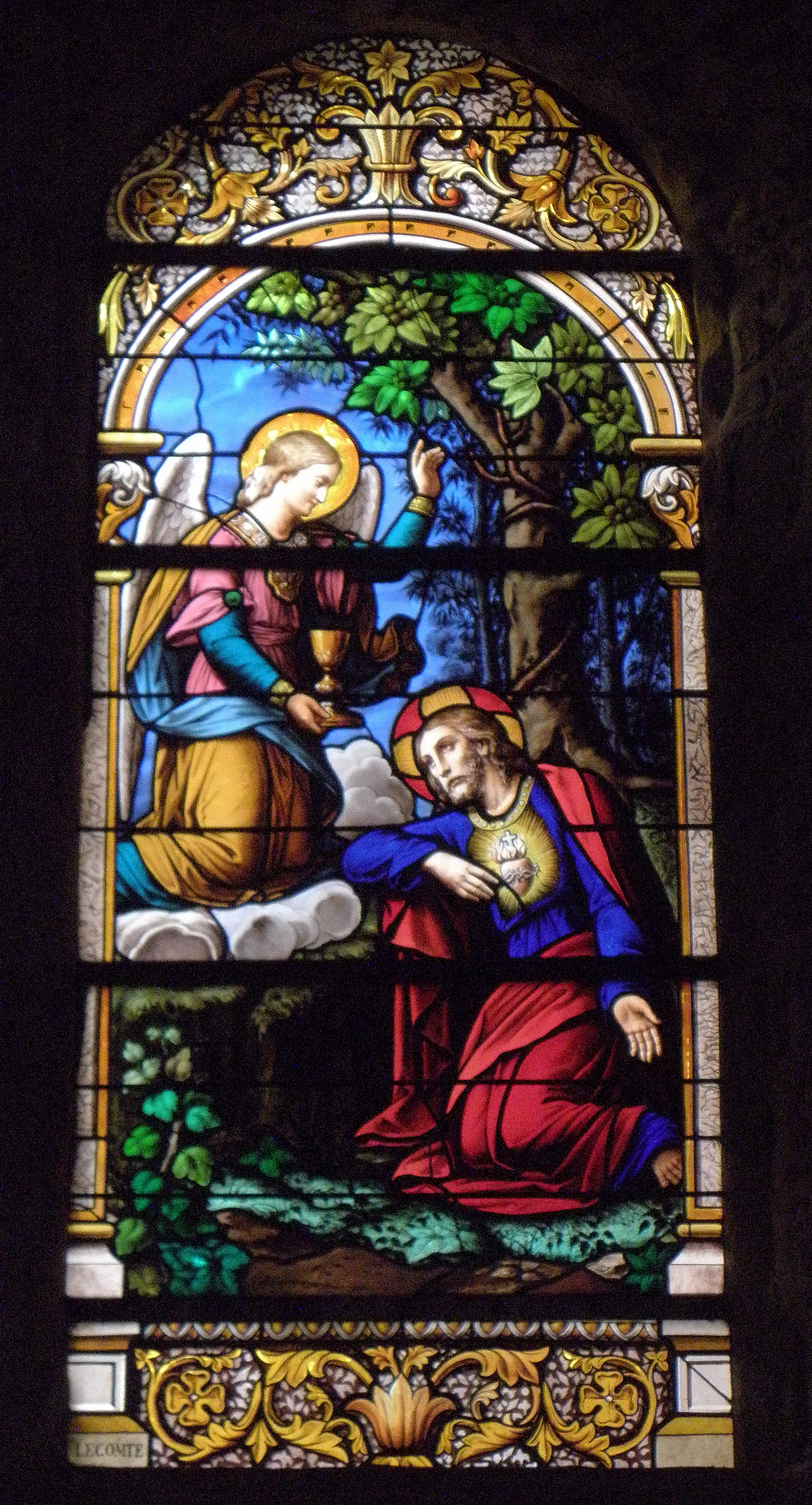
Jesus am Ölberg, Fenster in der Kirche St-Pierre in Visseiche
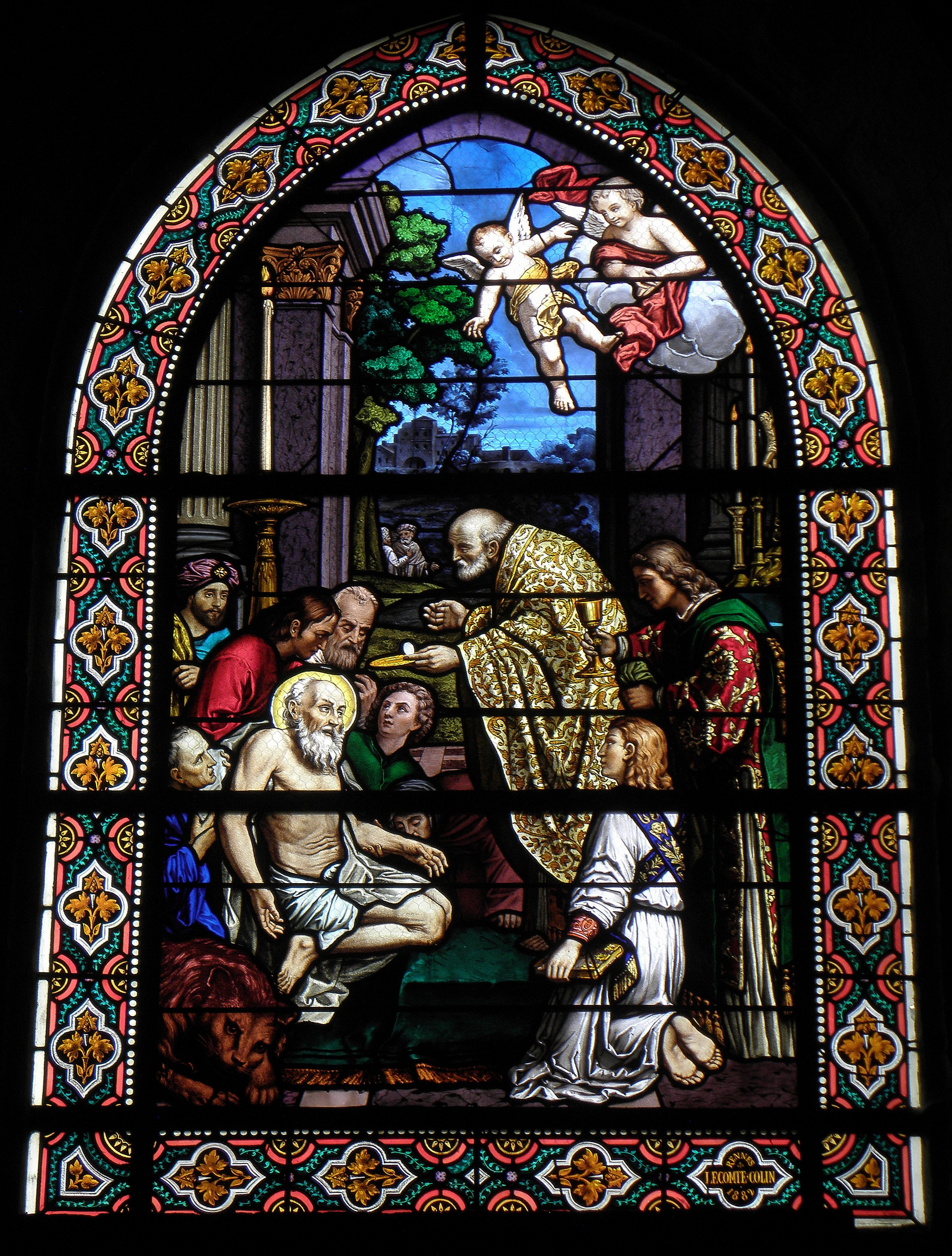
Heiliger Hieronymus, Fenster in der Kirche St-Pierre in Visseiche
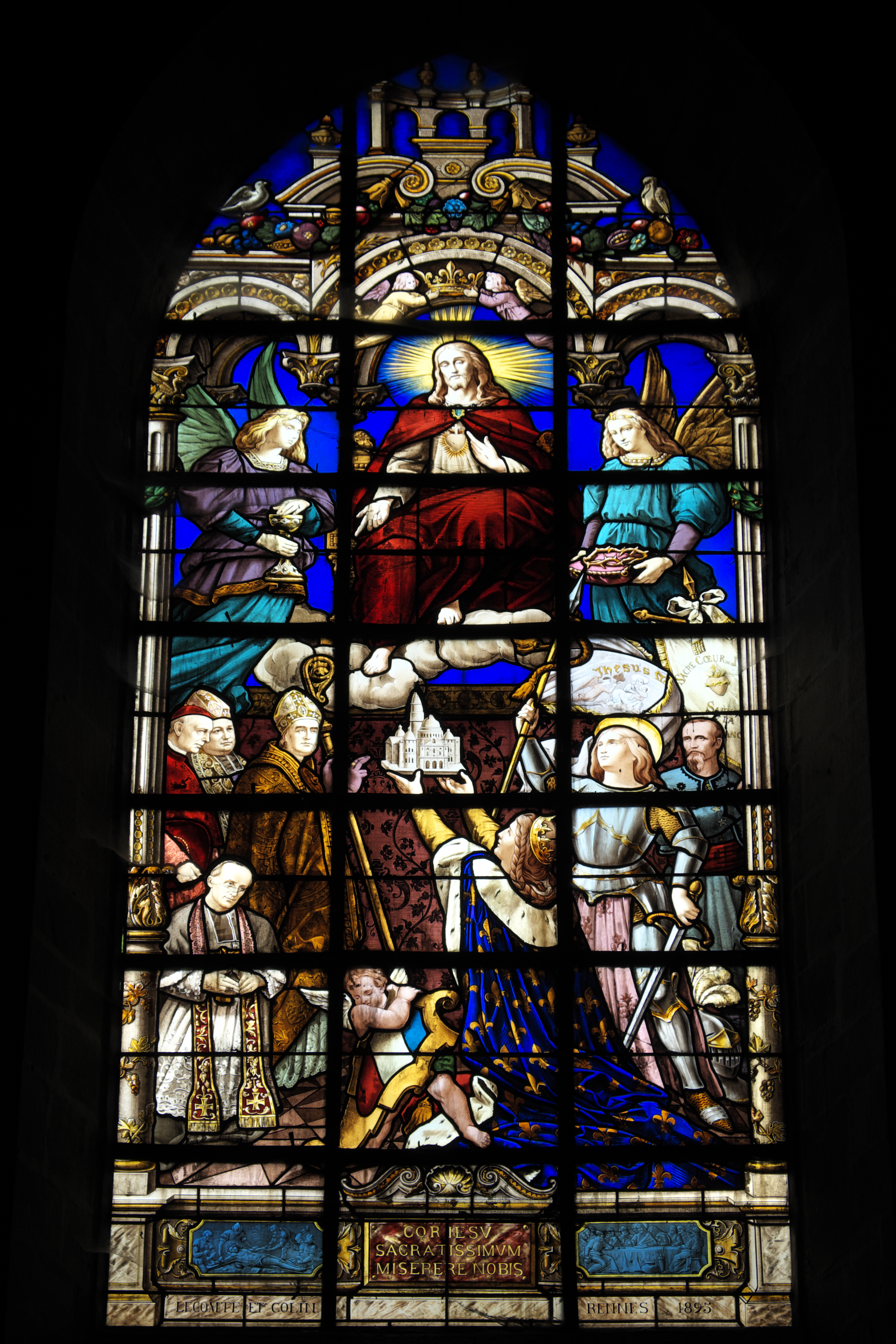
Herz Jesu, Fenster von 1895 in der Kirche Notre-Dame-de-l’Assomption in La Guerche-de-Bretagne
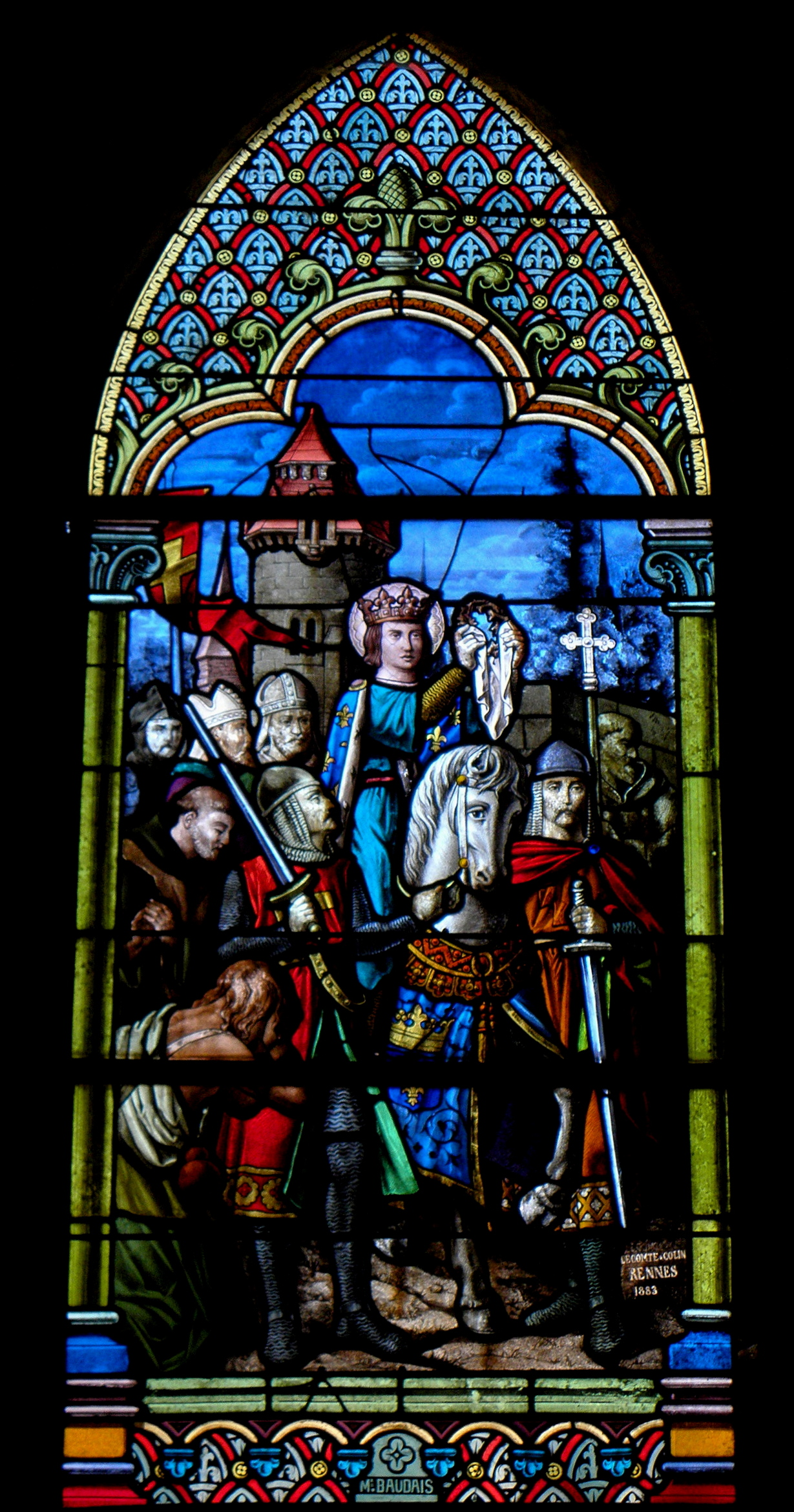
Ludwig der Heilige in der Kirche St-Pierre in Dourdain